# لیگ برتر فوتسال ایران ۱۳۸۳
لیگ برتر فوتسال ۱۳۸۳ اولین دوره از مسابقات فوتسال در ایران است که به شکل کنونی برگزار می‌شود. در این دوره از رقابت ها ۱۲ تیم با یکدیگر به رقابت پرداخته‌اند که سرانجام تیم فوتسال شن سا ساوه به عنوان اولین قهرمان از لیگ برتر فوتسال ایران شناخته شد.